# Couverture (literie)
Pour les articles homonymes, voir Couverture.

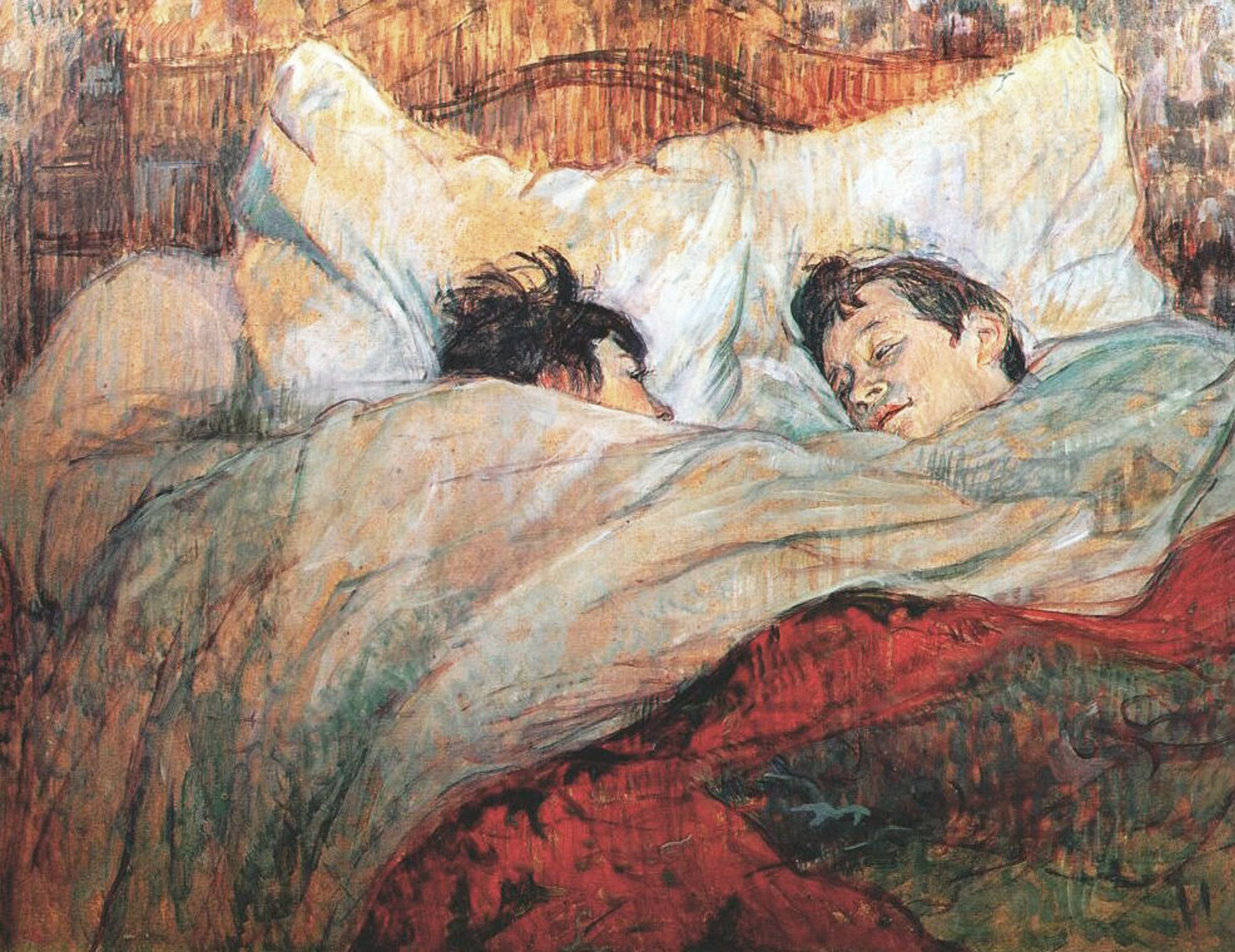
Deux personnes emmitouflées sous une couverture

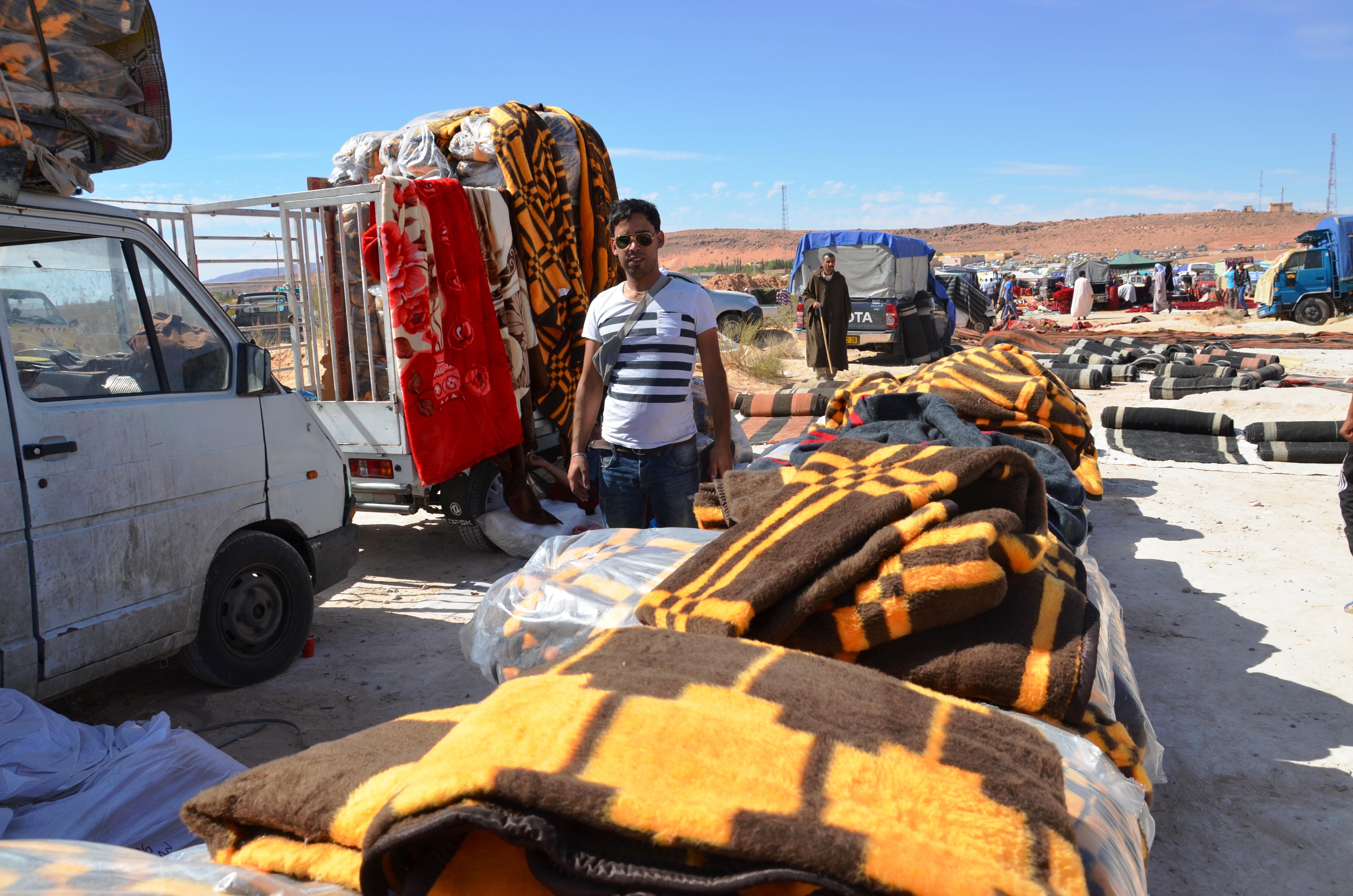
Vendeurs de couvertures sur un marché en Algérie.

Une couverture, aussi appelée couverte au Canada, est un élément de literie confectionné à l'aide d'un tissu isolant, et qui est destinée à maintenir la température du corps du ou des dormeurs à un niveau agréable. La couverture recouvre le drap qui est, lui, en contact direct avec les dormeurs.

## Couture

### Matériaux employés
Dans l'Antiquité et au Moyen Âge, les couvertures sont confectionnées en laine (notamment en mohair). À partir du XXe siècle, on commence à fabriquer des couvertures en fibres synthétiques (par exemple en textile polaire).

### Techniques
Une couverture peut n'être qu'une simple pièce de tissu assez grande pour couvrir quelqu'un. Mais il existe plusieurs types d'éléments de literie fabriqués différemment, qui peuvent avoir la même fonction : la couette ou la courtepointe sont des couvertures épaisses confectionnées en cousant deux épaisseurs de tissu entre lesquelles est enfermé un rembourrage (coton, duvet). Une couverture peut être ornée de broderies, de patchworks, etc. surtout lorsqu'elle a aussi une fonction ornementale.

## Types de couvertures
Il existe plusieurs types de couvertures qui se distinguent les uns des autres par leurs fonctions distinctes. On parle de courtepointe, de dessus-de-lit ou de couvre-lit lorsqu'une couverture est ajoutée par-dessus une autre, pour mieux conserver la chaleur ou bien dans un but ornemental. Un couvre-pied est une couverture supplémentaire qui ne couvre que le bas du corps (les pieds et les jambes).
Les couvertures lestées (aussi appelées couvertures pondérées) sont des couvertures alourdies par des milliers de petites billes équitablement réparties dans la couverture. Son poids rassurant aide à se sentir confortable et en sécurité, et procurerait des avantages tels que favoriser le sommeil, diminuer l’anxiété, soulager le syndrome des jambes sans repos selon ses fabricants. Cela n'est cependant pas soutenu par les données et les recommandations internationales.